# Церковь Святого Духа (Вильнюс)
Церковь Святого Духа (также церковь Свято-Духова монастыря, Храм в честь Сошествия Святого Духа на апостолов) — главный храм православного Свято-Духова монастыря в Вильнюсе, важнейший православный храм Литвы, памятник истории и архитектуры. Располагается в Старом городе по адресу Аушрос Варту 10 (Aušros Vartų g. 10, ранее Островоротная улица), неподалёку от Острой брамы и костёла Святой Терезы.
Храм является охраняемым государством объектом культурного наследия национального значения; код в Реестре культурных ценностей Литовской Республики 27311.

## История
Первоначально деревянная, церковь была построена на средства двух сестёр Феодорой Волович (жена брестского воеводы) и Анной Волович (жена смоленского воеводы) в 1597 году на принадлежащем им участке земли.
Удел, где располагалась церковь, стал убежищем для православного Свято-Троицкого братства, которое незадолго до этого утратило перешедшую к униатам Свято-Троицкую церковь. С этих времён братство стало называться Свято-Духовским. Со временем храм стал монастырским (вероятно, с 1609 года), с училищем, богадельней и типографией. К 1611 году храм был единственным в Вильне православным храмом, не отошедшим униатам.
В 1634 году по позволению короля Владислава IV на месте старого деревянного был выстроен новый каменный Свято-Духов храм с главным престолом в честь Сошествия Святого Духа на апостолов и с приделами во имя апостола Иоанна Богослова и святых равноапостольных Константина и Елены.
В 1677 году в монастырском храме по приглашению старшего Свято-Духова монастыря и ректора братского училища Климента Тризны читал проповеди иеромонах Димитрий, впоследствии митрополит Ростовский. В начале XVIII века шведы разорили монастырь и церковь. Большую материальную помощь в его восстановлении оказал в 1708 году царь Пётр I.
В опустошительных пожарах 1748—1749 годов храм сгорел до основания. Восстановительные работы проводились под руководством архитектора Иоганна Кристофа Глаубица и продлились до 1753 года; работы по интерьеру продолжались позднее.

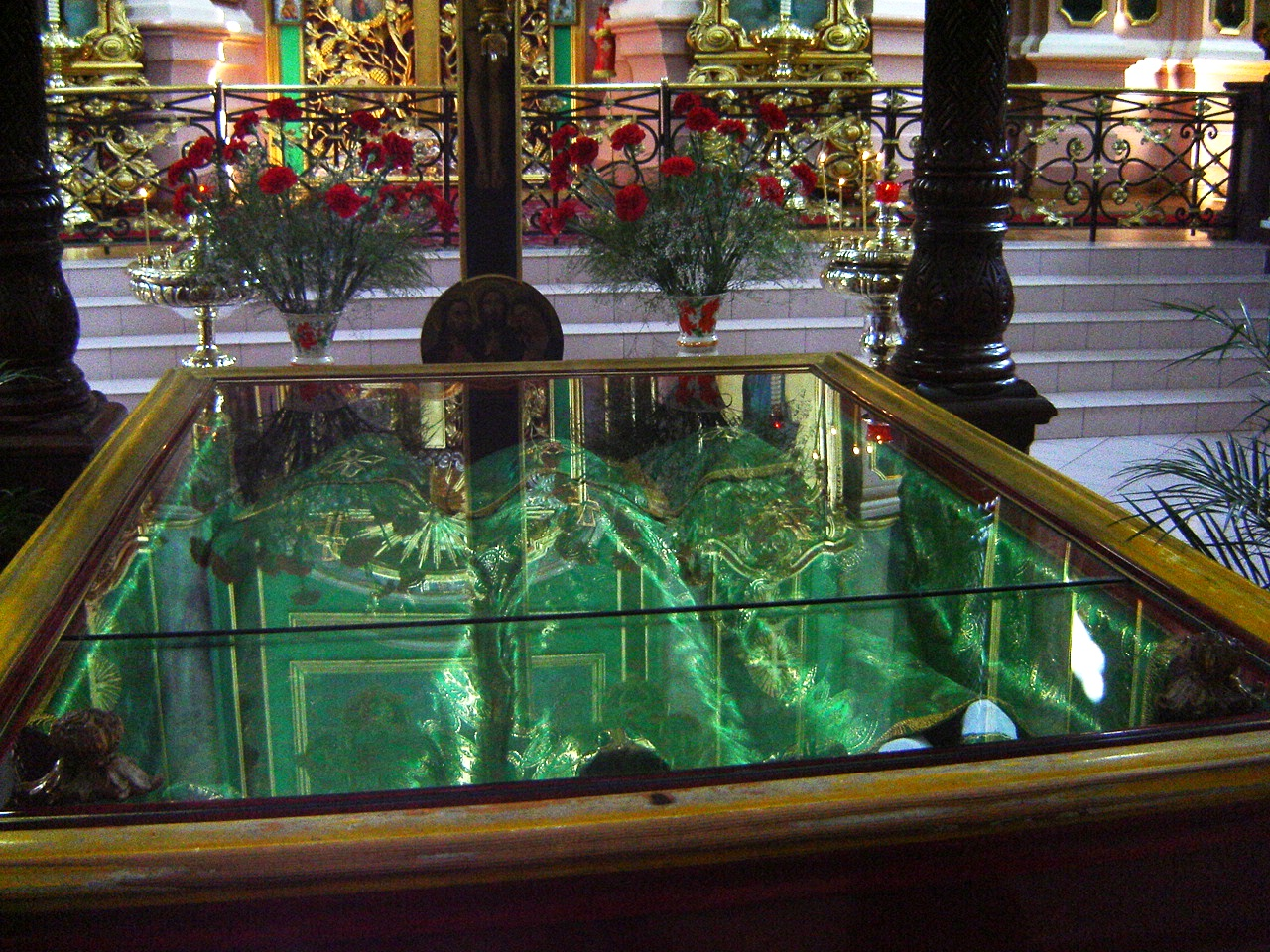
Мощи виленских мучеников

В 1810 году Церковь Святого Духа стала центром скандала: её настоятель Тимофей  (Самбикин), в субботу на светлой седмице в еврейском доме повенчал находящегося при смерти больного чахоткой полковника Зеленина, который через три дня после того умер, с девицей, от которой Зеленин имел уже троих детей. Брак этот признан был недействительным, а архимандрит Тимофей подвергнут был временному лишению права священнослужения, причем о поступке его объявлено было по епархии: «Дело это, архимандритом Тимофеем совершено было по простодушию, не ради корысти и не по другой какой-либо предосудительной причине». Запрет был снят с него 7 мая 1812 года; уже при новом минском архиепископе Серафиме.
Во время войны 1812 года с французами храм был разорён и осквернён наполеоновскими солдатами. Пожертвованиями виленского купца первой гильдии Александра Слуцкого он был отремонтирован. В 1814 году в подалтарном склепе были обретены мощи святых виленских мучеников Антония, Иоанна и Евстафия (тайно хранились в склепе с 1661 года).
После перестройки под руководством полоцкого епархиального архитектора Порто в 1836—1837 годах храм принял внешний вид, сохранившийся в основном до настоящего времени. Были открыты своды, надстроен купол, настелена металлическая крыша. На средства, пожертвованные виленским генерал-губернатором Ф. Я. Мирковичем, были сооружены ворота монастырского корпуса в русском стиле (1845).
В 1850 году архиепископ Виленский и Литовский Иосиф (Семашко) оборудовал в храме пещерную церковь в честь виленских мучеников. Мощи святых Антония, Иоанна и Евстафия были помещены в пещерную церковь в 1852 году. По инициативе виленского генерал-губернатора М. Н. Муравьёва храм и колокольня перестраивались для устранения признаков барокко, понимаемых как влияние католицизма (работы завершились к 1873 году).
В 1904 году в монастыре похоронен архиепископ Ювеналий (Половцев), возглавлявший епархию с 1898 года.
С 1908 года при архиепископе Никандре (Молчанове) был начат капитальный ремонт внутри храма. Пилястры были покрыты искусственным белым мрамором, лепные орнаменты выкрашены белой масляной краской, иконостас обновлён петербургской фирмой Жевержеева, иконы реставрировались художником И. П. Трутневым.

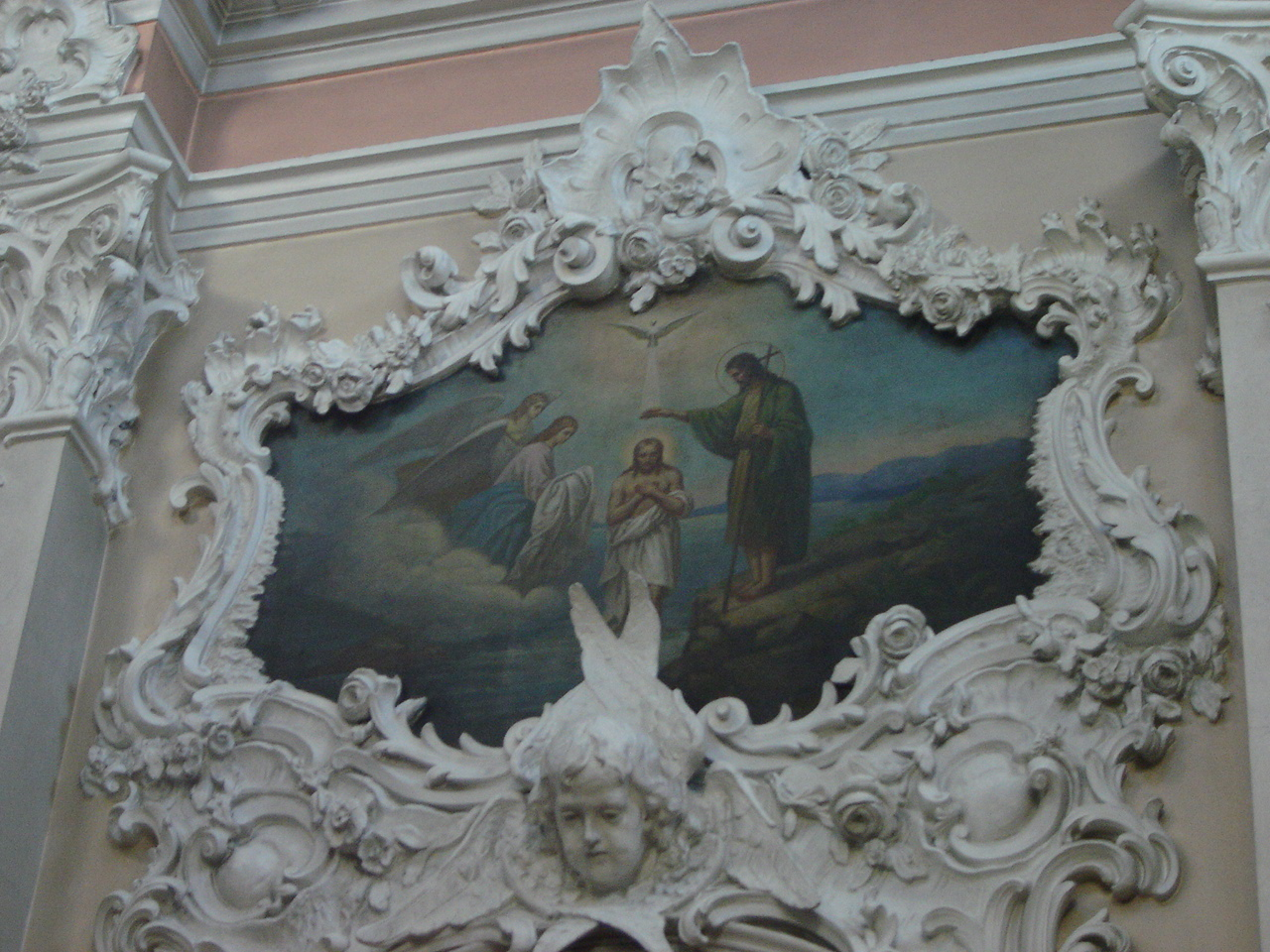
Деталь интерьера

Во время Первой мировой войны с приближением германских войск в августе 1915 года мощи виленских мучеников были эвакуированы в Москву (обретались сначала в Донском монастыре, затем использовались в атеистической пропаганде). Эвакуированы были также насельники, за исключением двух иеромонахов и одного иеродиакона.
Храм сильно пострадал во время Второй мировой войны и восстанавливался с помощью средств, выделенных Патриархом Московским и всея Руси Алексием (Симанским). Алексий содействовал возвращению в храм мощей виленских мучеников (1946). В Вильнюс мощи были доставлены самолётом 26 июля 1946 года в сопровождении епархиальной делегации, назначенной архиепископом Виленским и Литовским Корнилием (Поповым), в составе архимандрита Никодима (Подрезова), протоиерея Николая Демьяновича, архидиакона Сергия Вощенко и мирянина Кирилла Владимировича Сухова.
При митрополите Виленском и Литовском Хризостоме в 1990-е годы храм был основательно обновлён. В 1997 году саркофаг с мощами из крипты был перенесён напротив иконостаса.

## Архитектура

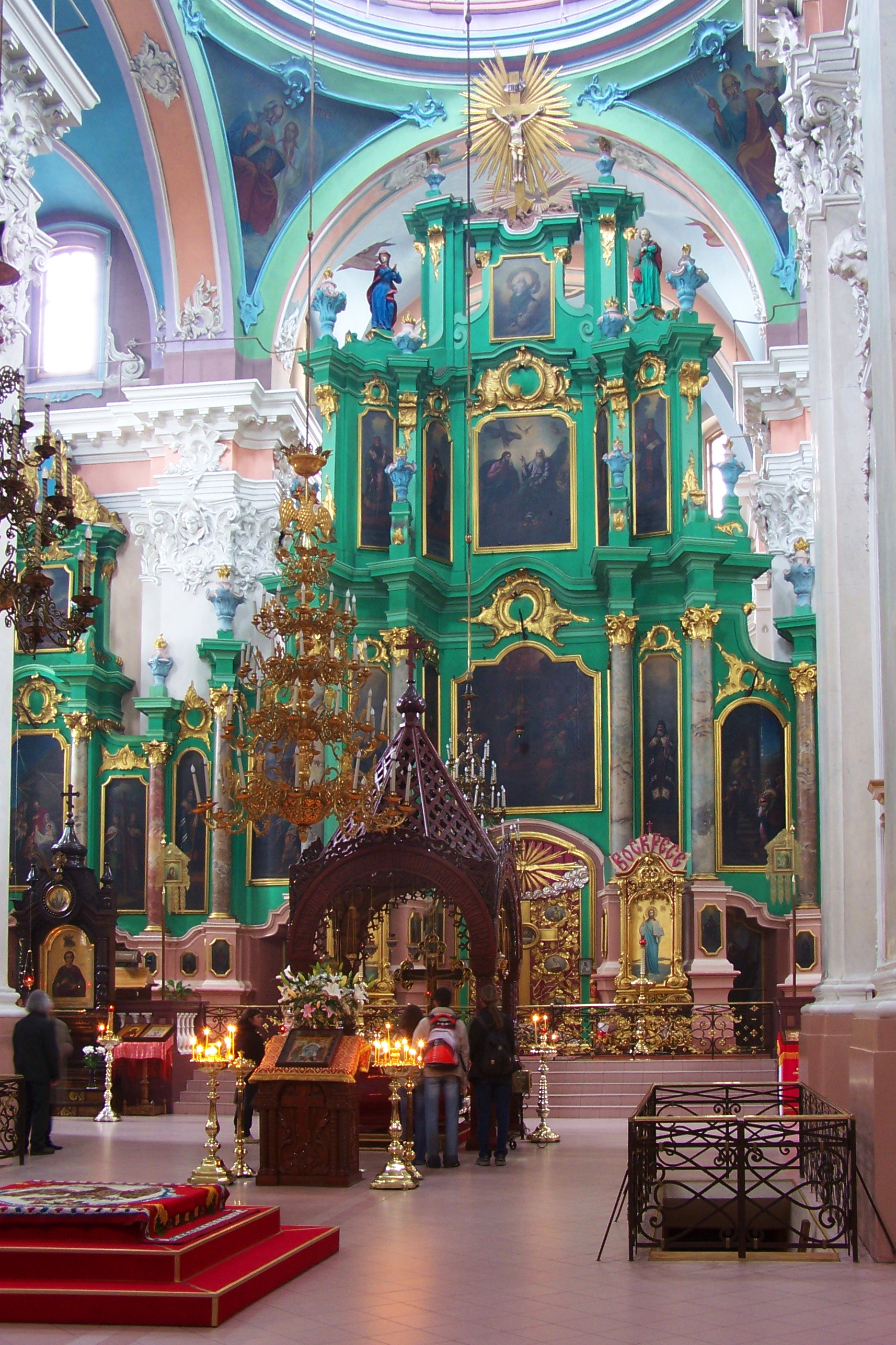
Иконостас

Церковь — единственный в Литве православный храм с отчётливыми чертами виленского барокко. Спокойный симметричный силуэт с двумя небольшими башнями раннего барокко и высоким куполом (высота составляет 49 метров) дополняет отдельно стоящая массивная высокая колокольня.
В плане и общей композиции церковь следует тому типу иезуитских костёлов, первым среди которых в Вильне был костёл Святого Казимира. В основе плана храма лежит характерный для католических костёлов латинский крест. Над скрещением главного и поперечного нефов поднимается высокий купол. Боковые продольные нефы, поделённые на отдельные часовни, создают прямоугольный в плане объём здания.
Благодаря законченным к 1873 году переделкам были разрушены волнистый барочный фронтон между башнями и поддерживающие волюты рядом с ними, купол был поднят на высоком барабане. Купол пострадал в 1944 году во время войны, но в том же году был отремонтирован. Колокольня позднего барокко была перестроена в стиле классицизма.
Интерьер храма украшает ценное произведение барочного искусства — деревянный трёхъярусный иконостас, изготовленный по проекту И. К. Глаубица (1753—1756). Храм украшают двенадцать икон И. П. Трутнева.